# Frédérique Bangué
Frédérique Bangué (Lione, 31 dicembre 1976) è un'ex velocista e giornalista francese.

## Biografia
In carriera, ottenne i migliori risultati a livello individuale nelle competizioni indoor sui 60 m piani, vincendo una medaglia di bronzo ai mondiali di Parigi del 1997 e una medaglia d'argento agli europei di Valencia del 1998.
Sui 100 m piani detiene un primato personale di 11"16 sui 100 m piani, stabilito il 5 agosto 1999 a Montauban. In tale specialità non ha mai raggiunto una finale in una competizione internazionale. Fu invece una delle quattro staffettiste della nazionale francese che vinse l'oro europeo della 4 x 100 m a Budapest nel 1998 e un argento mondiale nella stessa specialità a Edmonton nel 2001.
Nel 2002 si ritirò dalle competizioni per intraprendere la carriera di giornalista e commentatrice televisiva e radiofonica.

## Palmarès

### Competizioni all'aperto
- Campionati del mondo di atletica leggera: 1 medaglia
  - 1 argento (4 x 100 m 2001)
- Campionati europei di atletica leggera: 1 medaglia
  - 1 oro (4 x 100 m 1998)

### Competizioni al coperto
- Campionati del mondo di atletica leggera: 1 medaglia
  - 1 bronzo (60 m 1997)
- Campionati europei di atletica leggera: 1 medaglia
  - 1 argento (60 m 1998)